# Ranchester
Ranchester è un centro abitato (town) degli Stati Uniti d'America, situato nella Contea di Sheridan nello Stato del Wyoming. Nel censimento del 2000 la popolazione era di 701 abitanti.

## Geografia fisica
Secondo i rilevamenti dell'United States Census Bureau, la località di Ranchester si estende su una superficie di 1,6 km², tutti occupati da terre.

## Popolazione
Secondo il censimento del 2000, a Ranchester vivevano 701 persone, ed erano presenti 191 gruppi familiari. La densità di popolazione era di 449,8 ab./km². Nel territorio comunale si trovavano 290 unità edificate. Per quanto riguarda la composizione etnica degli abitanti, l'89,73% era bianco, il 6,42% era nativo, lo 0,14% proveniva dall'Oceano Pacifico, l'1,28% apparteneva ad altre razze e il 2,43% a due o più. La popolazione di ogni razza ispanica corrispondeva al 4,28% degli abitanti.
Per quanto riguarda la suddivisione della popolazione in fasce d'età, il 30,1% era al di sotto dei 18, il 7,6% fra i 18 e i 24, il 25,0% fra i 25 e i 44, il 26,2% fra i 45 e i 64, mentre infine l'11,1% era al di sopra dei 65 anni di età. L'età media della popolazione era di 37 anni. Per ogni 100 donne residenti vivevano 93,6 uomini.